# Erzelj
Erzelj este o localitate din comuna Vipava, Slovenia, cu o populație de 70 de locuitori.